# Anopterus macleayanus
Classification APG III (2009)
Espèce
Anopterus macleayanus est une espèce d'arbuste ou petit arbre de la famille des Escalloniaceae, originaire du Queensland et de Nouvelle-Galles du Sud en Australie.
Il peut pousser jusqu'à 15 mètres de haut et a des feuilles qui font de 10 à 30 cm de long et 2 à 4 cm de large, tandis que les feuilles des jeunes plants peuvent être beaucoup plus grandes. Les fleurs blanches se produisent en grappes entre octobre et décembre (du milieu du printemps au début de l'été) dans son aire d'origine.
L'espèce a été initialement décrite en 1859 par le botaniste Ferdinand von Mueller.

## Galerie

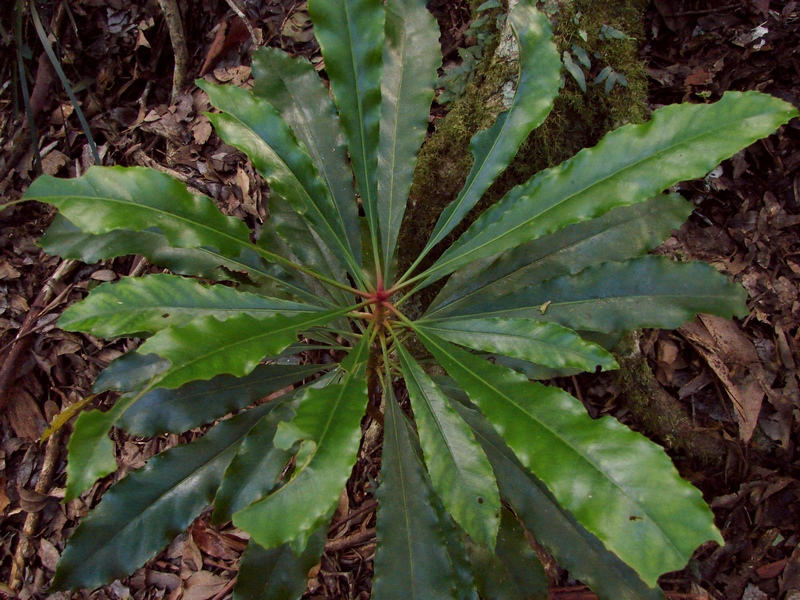